# Мандра-Идилия
Ма́ндра — Иди́лия (греч. Δήμος Μάνδρας - Ειδυλλίας) — община (дим)  в Греции. Входит в периферийную единицу Западная Аттика в периферии Аттика. В 2011 году по программе «Калликратис» произошло слияние общин Вилия, Мандра и Эритре и сообщества Инои.  Население — 17 885 жителей по переписи 2011 года. Площадь — 426,197 квадратного километра. Плотность — 41,96 человека на квадратный километр. Административный центр — Мегара. Димархом на местных выборах 2014 года выбрана Иоана Криекуки (Ιωάννα Κριεκούκη).

## География
Граничит  с общиной Фивы на северо-западе, Танагра — на северо-востоке, с Элефсис — на юго-востоке, с Мегарой — на юго-западе, заливом Алкионидес (Коринфским заливом) на западе.

## Административное деление
Община (дим) Мандра — Идилия делится на 4 общинные единицы.
| Общинная единица | Сообщество | Население (2011), человек | Площадь, км² |
| ---------------- | ---------- | ------------------------- | ------------ |
| Вилия            | Вилия      | 1753                      | 144,851      |
| Инои             | Инои       | 382                       | 14,431       |
| Мандра           | Мандра     | 12 888                    | 205,770      |
| Эритре           | Эритре     | 2862                      | 61,145       |